# 一氧化二氢恶作剧

水的化學式為H_{2}O，故戏称为「一氧化二氢」

一氧化二氢惡作劇（英語：dihydrogen monoxide parody）指將水描述成一種名為「一氧化二氫」的化學物質，並试图藉科學或偽科学到处散布恐慌，以此说明民眾會轻信单方面分析。水的化學式是 H2O，化學结构为一个氧结合二个氫，此惡作劇將“dihydrogen monoxide”簡稱“DHMO”，但並非國際純粹與應用化學聯合會所發佈的化學名稱。此外还有随意戏称为“羟酸”、“苛性氢”等其他变种。
这惡作劇负面描述水的多種特性，比如生锈和溺水导致的死亡，把这些「害处」归于水，呼吁民眾同意禁用这种化合物。最初於1990年由埃里克·莱克纳（Eric Lechner）和拉斯·诺普芩（Lars Norpchen）提出，1994年由克莱格·杰克逊（Craig Jackson）修改。1997年，14岁学生內森·佐纳（Nathan Zohner）以一氧化二氢为主题做了论文《我们到底有多易上當？》（How Gullible Are We），使一氧化二氢引起广泛关注。
这化學式已歷經多次引用。例如，現實就有特別為「一氧化二氢」而設的材料安全数据表。

## 最初网络发表
這是克莱格·杰克遜首次在網上發布此惡作劇的版本：
| 一氧化二氢的危險包括： - 又叫做「氫氧基酸」，是酸雨的主要成分； - 對泥土流失有促進作用； - 對温室效應有推動作用； - 它是腐蝕的成因之一； - 過多的攝取可能導致各種不適； - 皮膚與其固体形式長時間接觸會導致嚴重的组織損傷； - 吸入肺部後可以致命； - 它可能引起严重燙伤； - 在不可救治的癌症病人肿瘤中已经发现该物质； - 曾經接觸過此物質的人離開它168小时便會死亡； - 将它请到高处时，常常得费体力或电力； - 使人類陷入戰爭； 尽管有如此的危险，一氧化二氢常常作以下用途： - 各式各样的残忍的动物研究； - 美国海军有秘密的一氧化二氢传播网； - 全世界的河流及湖泊都被一氧化二氢污染； - 常常配合除菜蟲農藥使用；洗过以后，农产品仍然被这种物质污染； - 在一些“垃圾食品”和其它食品中的添加剂； - 已知的导致癌症的物质的一部分； - 一些屠宰场为了逐利，过度在肉中充入一氧化二氢，使消费者利益受损。 ※它若在密閉空間中加熱可能會引起爆炸 然而，政府和众多企业仍然大量使用一氧化二氢，而不在乎其极其危险的特性。 |

## 用词

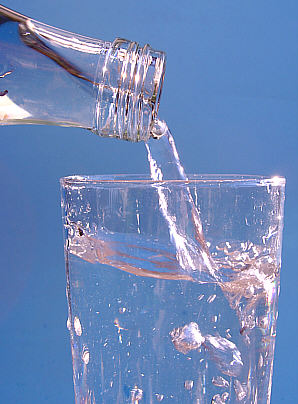
所谓的“一氧化二氢”（即水）

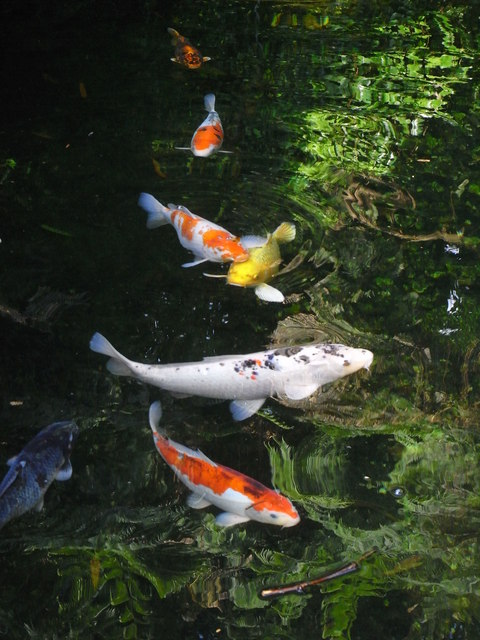
錦鯉在「一氧化二氫」裡游泳

水分子的化学式为H2O，意味着每个分子含有两个氢原子和一个氧原子。拉丁文中，前缀指二，前缀指一。指氧的化合物。从字面意义上看，意指「两个氢，一个氧」，与化学式一致。“一氧化”，虽然只是一个标准的化学术语，但“一氧化”很容易使無知者联想到剧毒的一氧化碳。
由于氢原子的不断变化特性，水也可以被理解为氢氧化物（OH−）和水合氢（H3O+）的水溶液H2O。这使水既是酸，也是碱，使其成为一种良好的溶劑。
在科學界，至今對於水仍留存不同的稱呼，其中包括为氧烷（Oxidane）、氧化氢（hydrogen oxide），碱式名称氢氧化氢（hydrogen hydroxide），以及若干酸式名称如氢氧酸（hydroxic acid）、羟基酸（或）。另外，最初发表时的“氢氧基酸”其实稍有不妥，因其不符合酸的命名规则。另外，也有人對於水，起了μ-氧 二氢與二氢氧化物一類的名稱。
根據國際純粹與應用化學聯合會（IUPAC）在2005年有關無機化學的命名规则，水並沒有一個單一正確的化学名称。化學命名的原則，是要讓聽到或閱讀化學名稱的人，不會對於化學名稱所代表的物質產生混淆；換句話說，一個名稱，只應用在一種物質。而一種物質，並不一定需要有一個單一名稱，不過可接受的名稱確有限制。對於水而言，「水」是其中一個可接受的名稱；雖然這並非系統化或國際化的名稱，但這個也單指一種物質。此外IUPAC建議的另外一個名稱是氧烷或氧化氫。
使用數字前綴是典型的共價鍵化合物命名法，而共價鍵亦存在於水分子中。而化合物中第一個元素的數字前綴則通常會被忽略掉，例如H2S通常會被稱為硫化氫，而Li2O則會被稱為氧化锂。但是，硫化二氫、鋰氧化物和一氧化二鋰等沒有忽略數字前綴的名稱則常在工業和大學中被使用，即使氧化锂是一個離子化合物。
然而，「一氧化二氢」、「氧烷」、「氧化氢」、“苛性氢”、“羟酸”和「氢氧化氢」等等的名稱，一般都不在正式科学场合被使用；不過，特殊种类的水會在科學領域中被區分，比如蒸馏水、去离子水或重水。

## 恶作剧影响
2012年4月14日，中国中央电视台新闻频道东方时空节目“真相调查”部分，引用果壳网用户发表的恶作剧帖子“隔夜水中含有零醇、氢酚、一氧化二氢等化学物质，能进入血液循环，影响人体几乎每一个生理反应”的内容（尽管這篇帖子是在果壳网的幽默笑话栏目“Geek笑点低”中），并将此作为谣言进行了严肃的讨论与批驳。恶作剧帖子作者不得不发表文章澄清自己并未造谣。
在2012年伦敦奥运会期间，中國游泳選手叶诗文传出兴奋剂质疑后证清白，网友编纂了一条“叶诗文教练承认其服用一氧化二氢”的帖子。包括中国环境管理干部学院教授朱庚申在內的一些网友信以为真并进行评论，而朱庚申教授的学术水準因此而遭到了质疑。
2018年5月，台灣武陵農場自日本引進的牛頓蘋果樹上貼著「注意」兩字的公告，下方還註明開花結果期間施用大量「一氧化二氫」，讓人以為是在提醒蘋果樹有噴灑農藥，不少民眾都嚇得不敢靠近。

## 外部連結
- 有關一氧化二氢研究網站 （页面存档备份，存于）